# Nowy Dwór (Namysłów)
Pour les articles homonymes, voir Nowy Dwór.
Nowy Dwór est une localité polonaise de la gmina et du powiat de Namysłów en voïvodie d'Opole.